# Calypso bulbosa
Calypso bulbosa, la única especie del género Calypso, es una orquídea terrestre, ampliamente distribuida por la zona boreal de América, Europa, Asia y Japón. Se la conoce en español como zapatilla de Venus.

## Descripción
C. bulbosa es una orquídea enana. Produce un tallo de inflorescencia erecto, de 7 a 19 centímetros de longitud, desde el cual pende una única flor pequeña y olorosa, de color rosa o púrpura, acentuado por una mancha blanca en la parte inferior del labelo, puntos de color púrpura más oscuro y rayas amarillas. La floración se produce en la segunda parte de la primavera o en el verano.
Presenta un pseudobulbo pequeño subterráneo, alargado y ovoide, con brácteas basales. Las hojas son ovoides o elípticas, de color verde oscuro en el haz y púrpura en el envés.

## Hábitat
La especie es propia de zonas de clima frío o templado; se encuentra naturalmente en zonas pantanosas y terrenos húmedos, en especial bosques de pinos o abetos, o aún al descampado.
En Europa, Asia y Japón se presenta en la región circumpolar; en los EE. UU. se encuentran dos variedades separadas en todos los estados del oeste y en la región boreal.

## Variedades

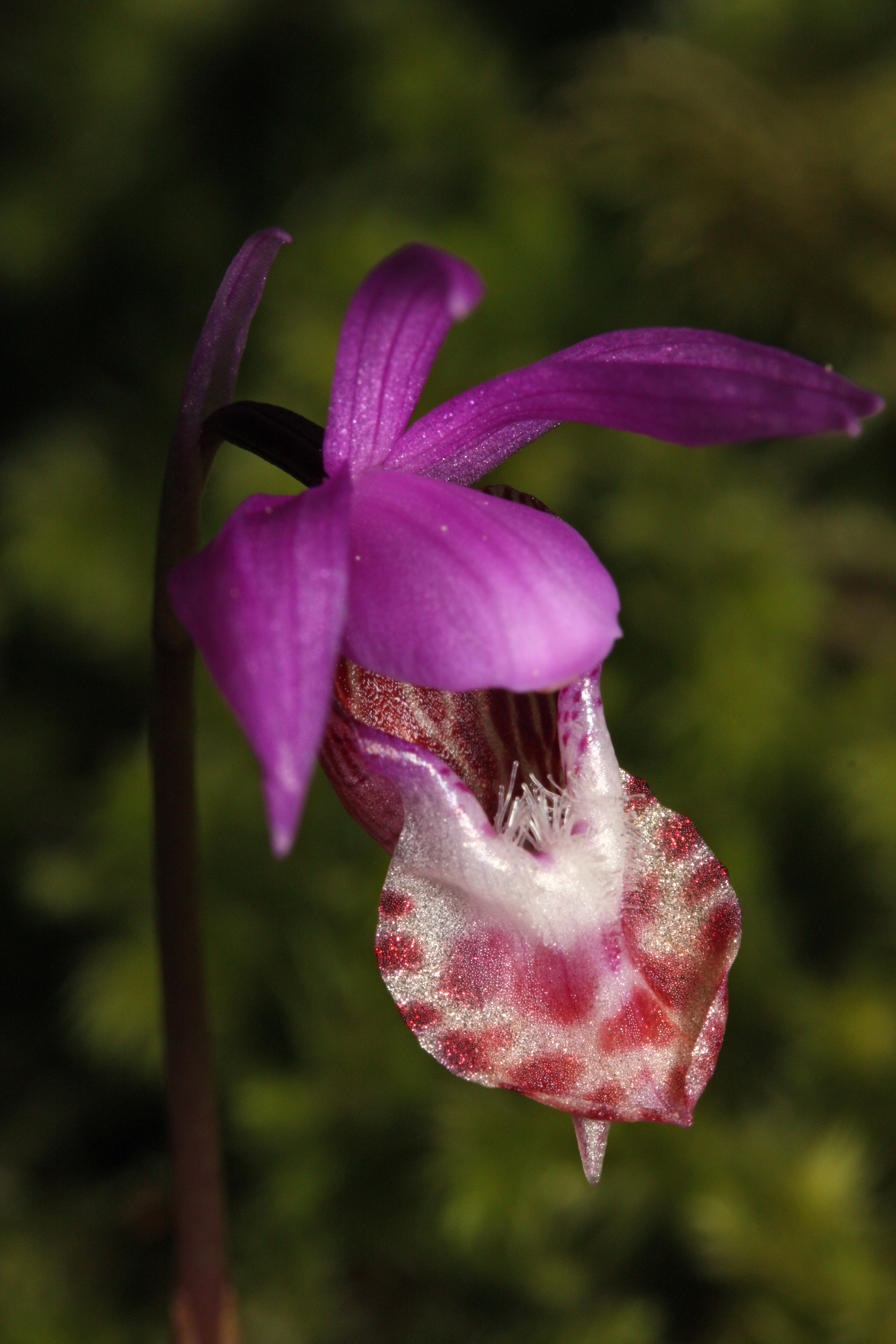
Calypso bulbosa.

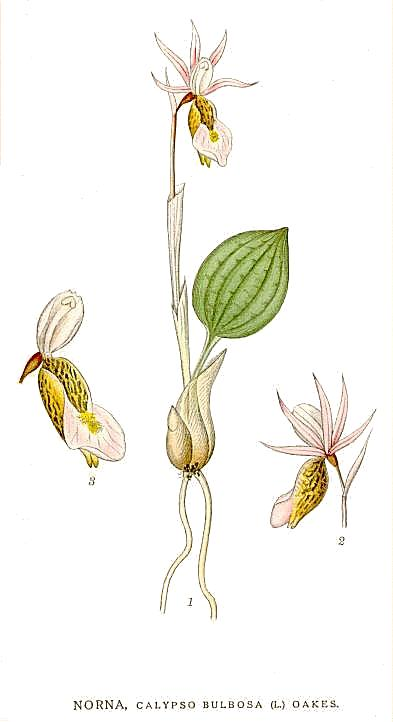
Ilustyración

Existen tres variedades de C. bulbosa, separadas por continentes o por grandes cadenas montañosas.
La primera y más típica es la que se encuentra en la península escandinava, Europa y norte de Asia. La segunda, C. bulbosa var. americana, es originaria de la vertiente este de la Sierra Nevada norteamericana; se distingue por poseer largos penachos de pelos amarillos en el margen frontal de la boca y un punteado suave en la parte fontal del lóbulo del labelo. La tercera variedad, C. bulbosa var. occidentalis, se encuentra en la vertiente oeste de la Sierra Nevada; tiene una flor más roma, con un penacho de pelos blancos y un labelo irregularmente manchado en el ápice.

## Taxonomía
Calypso bulbosa fue descrita por  (Linneo) Oakes y publicado en Catalogue of Vermont Plants 1: 200. 1842.
Etimología
El género recibe su nombre de la ninfa marina Calipso, hermana del gigante Atlas en la mitología griega; según la Odisea, su legendaria belleza embrujó y retuvo durante siete años a Ulises.
bulbosa: epíteto latino que significa "con bulbos".
Variedades
- Calypso bulbosa var. americana (R.Br.) Luer
- Calypso bulbosa var. bulbosa
- Calypso bulbosa var. occidentalis (Holz.) Cockerell
- Calypso bulbosa var. speciosa (Schltr.) Makino

Sinonimia
- Calypso borealis (Salisb., 1807)
- Calypso bulbosa var. japonica (Makino ex Maxim. ex Kom., 1905)
- Calypso japonica (Maxim. ex Kom., 1901)
- Calypso occidentalis (A.Heller, 1898)
- Calypso speciosa (Schltr., 1919)
- Cymbidium boreale (Swartz, 1799)
- Cypripedium bulbosum (L., 1753)
- Cytherea borealis (Salisb., 1812)
- Cytherea bulbosa (House, 1905)
- Cytherea occidentalis (A.Heller, 1906)
- Cytherea speciosa (Makino, 1929)
- Limodorum boreale (Sw., 1805)
- Norna borealis (Wahlenb. ex Salisb., 1826)
- Orchidium americanum (Steud., 1840)
- Orchidium arcticum (Sw., 1814)
- Orchidium boreale (Sw., 1814)[2][3]